# Abû Yahyâ Abû Bakr ach-Chahîd
Vous pouvez aider à l'améliorer ou bien discuter des problèmes sur sa page de discussion.
- Certaines informations devraient être mieux reliées aux sources mentionnées dans la bibliographie ou les liens externes. Améliorez sa vérifiabilité en les associant par des références. (Marqué depuis février 2025)
- Son texte doit être wikifié : il ne correspond pas à la mise en forme Wikipédia (style, typographie, liens internes, liens entre les wikis, etc.). (Marqué depuis février 2025)
- Les conventions bibliographiques ne sont pas respectées. La bibliographie et les liens externes sont à corriger. (Marqué depuis février 2025)
- Il n’est pas rédigé dans un style encyclopédique. (Marqué depuis février 2025)
- La traduction doit être revue. Le contenu est difficilement compréhensible à cause d’erreurs de traduction, peut-être dues à l’utilisation d’un logiciel de traduction automatique. (Marqué depuis février 2025)

Abu Bakr I ou Abu Yahya Abu Bakr I ibn Abd ar-Rahman ash-Shahid, arabe : أبو يحيى أبو بكر الشهيد , (décédé en 1309) était le huitième dirigeant de l' État hafside d' Ifriqiya en 1309 , et le septième calife hafside . Il ne régna que 17 jours en 1309.

## Biographie
Abu Bakr était le fils d'Abu Faris ibn Ibrahim et le petit-fils du calife Ibrahim Ier , il régna sur la Tunisie pendant seulement 17 jours en 1309 .
Le calife de Tunis, Abu Abdullah Muhammad II al-Mustansir, mourut en 1309 et, selon un traité signé par lui avec son neveu Abu al-Baqa Khalid , l'émir de Bejaia , il devait être proclamé calife. Cependant, les cheikhs almohades de Tunisie placèrent Abou Bakr sur le trône. Cependant, après 17 jours, il fut déposé par Abu'l-Baqa, qui arriva avec une armée de Bejaia [ 3 ] :126-7 .
Remarques

## Littérature
- Abun-Nasr, Jamil M. Histoire du Maghreb à l'époque islamique. Cambridge University Press, 1987.  (ISBN 0521337674) .
- Muzaffar Husain Syed. Histoire concise de l'Islam  / Muzaffar Husain Syed, Syed Saud Akhtar, BD Usmani. — Vij Books India Pvt Ltd, 2011-09-14. — P. 148. —  (ISBN 978-93-82573-47-0) . Source . Consulté le 16 mai 2022. Archivé le 16 mai 2022.
- Ilahiane, Hsain. Dictionnaire historique des Berbères (Imazighen) . — Lanham Maryland : The Scarecrow Press, 2006. — P. 156. —  (ISBN 978-0-8108-5452-9) .
- Brunschwig, Robert. La Berberie Orientale sous les Hafsides. — Adrienne-Maisonneuve, 1940.

- (ru) Cet article est partiellement ou en totalité issu de l’article de Wikipédia en russe intitulé « Абу Яхья Абу Бакр I ибн Абд ар-Рахман » (voir la liste des auteurs).